# Маккормак, Джон Уильям
Джон Уильям Маккормак (англ. John William McCormack; 21 декабря 1891, Бостон, Массачусетс, США — 22 ноября 1980, Дедхэм, Массачусетс, США) — американский государственный деятель, спикер Палаты представителей США (1962—1971).

## Биография
Родился в семье каменщика. Его бабушка и дедушка иммигрировали в США из Ирландии. Его отец рано умер и уже с 14 лет, чтобы семья имела средства к существованию, он вынужден был подрабатывать разносчиком газет и курьером. После того как он нашел работу у адвоката, тот рекомендовал будущему политику начать обучение в вечерней юридической школе. В 1913 г. от Палаты адвокатов штата Массачусетс он был допущен к работе в суде. После того как он открыл юридическую практику в Бостоне, в 1917 г. был избран в состав Конституционного конвента штата Массачусетс. Был участником Первой мировой войны.
Был активным членом Демократической партии, от который избирался в Палату представителей Массачусетса (1920—1922). С 1923 по 1926 гг. — член Сената штата Массачусетс. С 1925 г. возглавлял в нем фракцию Демократической партии.
В 1929 г. был избран в Палату представителей Конгресса США. Являлся членом влиятельного Бюджетного комитета, был сторонником Нового курса. Занимал выраженные антикоммунистические позиции. В 1934 г. был назначен председателем Специальной комиссии по расследованию антиамериканской деятельности, известной как комиссия Маккормака—Дикштейна. В тот период комиссия изучала угрозы распространения нацистской пропаганды.
Трижды становился лидером большинства (1940—1947, 1949—1953, 1955—1961).
В 1962—1971 гг. — спикер Палаты представителей, после убийства президента Кеннеди некоторое время исполнял обязанности вице-президента США. В этот период были приняты важные законодательные акты в сферах защиты гражданских прав, образования, здравоохранения для пожилых людей и благосостояния. В частности, в 1963 г. он смог провести через Конгресс масштабную программу развития образования, большая часть расходов на которую пошла в систему государственных учреждений. В то же время политик был убеждённым сторонником Войны во Вьетнаме.
В конце 1960-х гг. республиканцы предпринимали неудачные попытки сместить его с поста спикера, когда в 1969 г. были осуждены два его ближайших сотрудника. В мае 1970 г. он объявил, что уйдет из политики в конце очередной законодательной сессии в январе 1971 г.
Политик и его жена были набожными католиками. Он стал первым католиком, избранным спикером Палаты представителей.
В 1983 г. Массачусетский университет Бостон основал Институт Джона У. Маккормака по связям с общественностью, названный в его честь. В 2003 г. он был расширен до Аспирантуры Джона У. Маккормака по проблемам стратегических исследований.